# Linea guida (sanità)

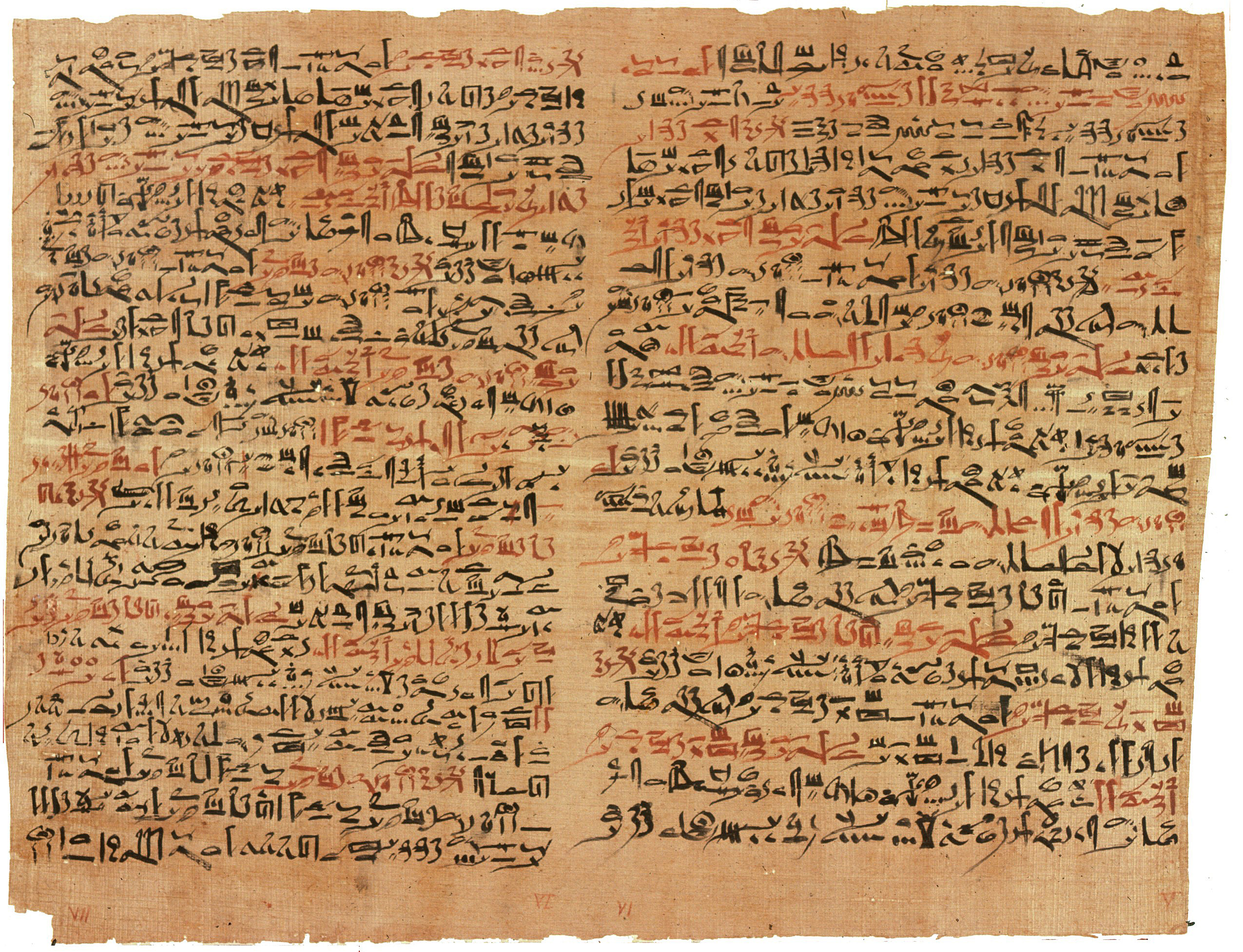
Fogli VI e VII del Papiro Edwin Smith (Rare Book Room, New York Academy of Medicine).

Una linea guida (chiamata linea guida di pratica clinica) è un documento con l'obiettivo di guidare le decisioni e i criteri relativi alla diagnosi, alla gestione e al trattamento in specifiche aree della sanità. Tali documenti sono stati utilizzati per migliaia di anni durante l'intera storia della medicina. Tuttavia, contrariamente agli approcci precedenti (spesso basati sulla tradizione o sull'autorità), le moderne linee guida mediche si basano sull'esame delle prove attualmente disponibili, all'interno del modello di medicina basata sull'evidenza. Di solito le linee guida includono "dichiarazioni di consensus" riassunte sulle migliori pratiche in campo sanitario. Un operatore sanitario è tenuto a conoscere le linee guida mediche della sua professione e deve decidere se seguire le raccomandazioni di una linea guida per un determinato trattamento individuale.

## Caratteristiche
Le moderne linee guida cliniche identificano, riassumono e valutano le evidenze di più alta qualità e i dati più recenti sulla prevenzione, la diagnosi, la prognosi, la terapia incluso il dosaggio dei farmaci, il rapporto rischio/beneficio e l'efficacia in termini di costi. Quindi definiscono le domande più importanti relative alla pratica clinica e identificano tutte le possibili opzioni decisionali e i loro risultati. Alcune linee guida contengono algoritmi decisionali o di calcolo che devono essere seguiti. Pertanto, integrano i punti decisionali identificati e le rispettive linee di azione con il giudizio clinico e l'esperienza dei professionisti. Molte linee guida stratificano le alternative di trattamento in classi per aiutare i medici a decidere quale trattamento utilizzare.
Ulteriori obiettivi delle linee guida cliniche sono di standardizzare le cure mediche, aumentare la qualità dell'assistenza, ridurre diversi tipi di rischio (rischio del paziente, di coloro che forniscono assistenza sanitaria, delle assicurazioni mediche, degli organizzatori sanitari) e ottenere il miglior equilibrio tra costi e parametri di assistenza medica come efficacia, specificità, sensibilità, risolutività ecc.
È stato dimostrato ripetutamente che l'uso di linee guida da parte di operatori sanitari e degli ospedali è un modo efficace (sebbene non sia l’unico) per raggiungere gli obiettivi sopra elencati.
Le linee guida sono solitamente prodotte a livello nazionale o internazionale da associazioni mediche, società scientifiche o enti governativi, ad esempio in Italia dall'Istituto Superiore di Sanità tramite il Sistema nazionale linee guida (definito come il punto unico di accesso alle linee guida inerenti all'esecuzione di prestazioni sanitarie di prevenzione, diagnostiche, terapeutiche, palliative, riabilitative e di medicina legale. 
A livello locale i fornitori di servizi sanitari (aziende ospedaliere, istituti clinici privati, residenze sanitarie ecc.) possono elaborare delle proprie personali linee guida o adattarle alle linee guida esistenti di livello superiore.
Negli Stati Uniti, la National Guideline Clearinghouse mantiene un catalogo di linee guida di alta qualità pubblicate da varie associazioni mediche e sanitarie. Nel Regno Unito, le linee guida sulla pratica clinica sono pubblicate principalmente dal NICE (National Institute for Health and Care Excellence). Nei Paesi Bassi due enti, Cursorisch beroepsonderwijs (CBO) e Nederlands Huisartsen Genootschap (NHG), hanno pubblicato rispettivamente le linee guida specialistiche e di assistenza primaria. In Germania, l'Agenzia tedesca per la qualità in medicina (Ärztliches Zentrum für Qualität in der Medizin - AZQ) coordina un programma nazionale per le linee guida sulla gestione della malattie. Tutte queste organizzazioni sono ora membri del Guidelines International Network (GIN), una rete internazionale di organizzazioni coinvolte nelle linee guida di pratica clinica.
Le liste di controllo (checklist) sono state utilizzate nella pratica medica per tentare di assicurare che le linee guida sulla pratica clinica siano effettivamente seguite. Un esempio di queste checklist è la lista di controllo sulla sicurezza chirurgica sviluppata per conto dell'Organizzazione mondiale della sanità dal dott. Atul Gawande. Secondo una meta-analisi dopo l'introduzione della lista di controllo la mortalità è scesa del 23% e tutte le complicanze del 40%, ma sono necessari ulteriori studi di alta qualità per rendere più robusta la meta-analisi.

## Problemi
Le linee guida possono perdere la loro rilevanza clinica man mano che invecchiano e nel frattempo la ricerca fa emergere nuovi aspetti ed approcci. Anche il 20% delle cosiddette “raccomandazioni forti” delle linee guida, specialmente se basate su opinioni di esperti piuttosto che su prove, possono dover essere ritirate entro pochi anni.
Il quotidiano statunitense New York Times in un articolo apparso nel 2004 metteva in evidenza come anche alcune semplici linee guida di pratica clinica non erano in realtà seguite dagli operatori sanitari con la regolarità ed attenzione che avrebbero dovuto essere messe in atto.
Le linee guida possono presentare sia problemi metodologici che di conflitto di interessi. A causa di ciò la qualità delle linee guida può variare considerevolmente, specialmente per alcune linee guida pubblicate on-line e che possono non aver seguito degli standard metodologici che possono invece dover essere richiesti da alcune rinomate istituzioni di garanzia (clearinghouse). Talvolta può anche accadere che le linee guida possano formulare raccomandazioni più forti delle evidenze a supporto. Il mondo delle linee guida appare pertanto in costante divenire e sono state ricercate le possibili risposte a molti di questi problemi che si hanno con le linee guida tradizionali: il British Medical Journal, ad esempio, ha creato una nuova serie di linee guida ritenute affidabili e incentrate sulle questioni mediche più urgenti, chiamate "raccomandazioni rapide del BMJ".